# Vivaise
 Vivaise  es una población y comuna francesa, en la región de Picardía, departamento de Aisne, en el distrito de Laon y cantón de Laon-Nord.

## Demografía
| 255 | 292 | 448 | 660 | 704 | 702 |
| Para los censos de 1962 a 1999 la población legal corresponde a la población sin duplicidades (Fuente: INSEE [Consultar]) |     |     |     |     |     |